# Contrato de seguro
El contrato de seguro (también, contrato de seguros) es el acuerdo por el cual el asegurador, se obliga a 
resarcir de un daño o a pagar una suma de dinero a la otra parte, tomador, al verificarse la eventualidad prevista en el contrato, a cambio del pago de un precio, denominado prima, por el tomador. El contrato de seguro puede tener por objeto toda clase de riesgos si existe interés asegurable, salvo prohibición expresa de la ley. 
El contratante o tomador del seguro, que puede coincidir o no con el asegurado, por su parte, se obliga a efectuar el pago de esa prima, a cambio de la cobertura otorgada por el asegurador, la cual le evita afrontar un perjuicio económico mayor, en caso de que el siniestro se produzca.
El contrato de seguro es consensual; los derechos y obligaciones recíprocos de asegurador y tomador, empiezan desde que se ha celebrado la convención, aun antes de emitirse la «póliza» o documento que refleja datos y condiciones del contrato de seguro.

## El seguro
El seguro es el mecanismo por el cual quienes soportan riesgos pueden transferirlos al asegurador, quien se compromete a indemnizarlo total o parcialmente de las pérdidas que los riesgos pueden ocasionar. Al realizar un contrato de seguro, se intenta obtener una protección económica de bienes o personas que pudieran en un futuro sufrir daños.
El seguro tiene una doble función: la económica y la social.
- Función económica: elimina la incertidumbre económica sobre el futuro logrando aumentar la eficiencia, estabiliza la riqueza, combate la pobreza y estimula el ahorro.
- Función social: estimula la previsión, contribuye con el mejoramiento de la salud.

## Elementos personales del contrato de seguros
Dentro de la relación contractual se encuentran los siguientes sujetos:

### El asegurador
El ente asegurador puede ser definido como «la persona jurídica que constituida con arreglo a lo dispuesto por la legislación correspondiente, se dedica a asumir riesgos ajenos, cumpliendo lo que a este efecto establece aquella legislación, mediante la percepción de un cierto precio llamado prima».
En la figura del asegurador cabe destacar unos perfiles concretos entre los que podemos apreciar los siguientes:
- Por imperativo legal, ha de tratarse de una persona jurídica. No cabe ni siquiera ocasional de alguien que, individualmente, realice operaciones de cobertura de riesgos. Las condiciones de funcionamiento del seguro y su proyección en el tiempo ya exigen, por sí solas, que el asegurador sea una persona jurídica;
- Aquella persona debe revestir, precisamente, alguna de las formas que la ley considera únicamente válidas para la práctica de la industria aseguradora;
- Ha de haber merecido previamente la aprobación de la Administración Pública, para actuar como aseguradora;
- Debe dedicarse en forma exclusiva a la práctica del seguro o del reaseguro, en su caso sin que sea admisible otro tipo de actividades, salvo las operaciones de gestión de fondos colectivos de jubilación;
- Han de ajustar su situación a las normas de la legislación de seguros, que regulan con detalle la práctica aseguradora, a la vez se hallan sometidas a la inspección y control del Poder público.

Dentro del amplio espectro de las posibles personas jurídicas son supuestos admitidos como válidos:
- Sociedad Anónima.
- Sociedad Mutua a prima fija.
- Mutuales de previsión social.
- Sociedad Cooperativa.

Siendo el seguro un asunto que afecta a toda la comunidad, y que está directamente conectado con el bienestar de esta y cuya base indispensable es la confianza y el crédito. A las entidades que deseen actuar como aseguradoras se le exigen una doble serie de formalidades tanto como jurídicas como económicas, obedeciendo estas de la entidad que se quieran formar para proveer los seguros.

### El tomador
El tomador es la persona natural o jurídica «que contrata y suscribe la póliza de seguro, por cuenta propia o de un tercero, asumiendo las obligaciones y derecho en la LCS. se establecen» busca trasladar un determinado riesgo a un tercero (empresa aseguradora) a efecto de que le sean resarcidos a él o a un tercero los daños o perdidas que puedan derivar del acaecimiento de un suceso incierto a la fecha del contrato de seguro. Con tal objeto deberá abonar una retribución (prima) al asegurador.

### El asegurado
El asegurado puede ser definido como el titular del área de interés que la cobertura del seguro concierne, y del derecho a la indemnización que en su día se satisfaga que, en ciertos casos, puede trasladarse al beneficiario. 
Es la persona natural o jurídica a quien el acontecimiento del siniestro va a afectarle más directamente. En definitiva, es aquel sobre cuya cabeza o bienes van a recaer las consecuencias del siniestro. La figura del asegurado es esencial dentro del contrato de seguro. Porque lo mismo que no cabe concebir un contrato de aquella naturaleza sin la existencia de un riesgo que cubrir o tampoco resulta dable pensar un negocio jurídico de la naturaleza mencionada sin que haya una persona o destinatario final de la garantía que se pacta, y cuyos intereses, protegidos de esta suerte, son la causa eficiente del contrato.

### El beneficiario
Es la persona que tiene derecho a recibir la prestación del asegurador. La figura del beneficiario tiene especial relevancia en los seguros de personas, ya que con frecuencia están destinados a aprovechar a un tercero, e incluso en ciertas modalidades esto es necesario, como ocurre en los seguros para caso de muerte.
El beneficiario es también la persona que, va a recibir la utilidad del seguro cuando se produzca el hecho contemplado en el mismo (sin ser asegurado). Es aquel sobre quien recaen los beneficios de la póliza pactada, por voluntad expresa del tomador. La designación del beneficiario responde a unos planteamientos de previsión que corresponden a los seguros de carácter personal, de manera especial a los seguros de vida y accidentes, para el caso de muerte del asegurado.
El artículo 84 de la LCS de España, establece textualmente que el tomador del seguro podrá designar beneficiario

## Elementos formales del contrato de seguro
- Proposición: es un contrato de buena fe, donde la compañía cree lo que declara el proponente (cliente) para apreciar el riesgo y así determinar el coste y alcance del seguro.
- Póliza: es el documento principal que instrumenta el contrato de seguro, en donde constan los derechos y obligaciones de las partes. Se trata de un contrato privado, redactado normalmente en varios folios, que incluye las condiciones generales y las condiciones particulares. Las condiciones generales, que son únicas para todos los asegurados, suponen el conjunto de los principios básicos que ha fijado el asegurador para regular la totalidad de contratos formalizados en un ramo o producto determinado, tales como la forma en que se liquidan las indemnizaciones o se cobran las primas, comunicaciones mutuas entre asegurador y asegurado, etc. También incluyen las definiciones y las exclusiones que se aplican, de forma general, al contrato de seguro. La póliza contendrá, como mínimo, las indicaciones siguientes:
- los nombres, domicilios de los contratantes y firma de la empresa aseguradora;
- la designación de la cosa o de la persona asegurada;
- la naturaleza de los riesgos garantizados;
- el momento a partir del cual se garantiza el riesgo y la duración de esta garantía;
- el monto de la garantía;
- la cuota o prima del seguro;
- las demás cláusulas que deban figurar en la póliza de acuerdo con las disposiciones legales, así como las convenidas lícitamente por los contratantes.[1]

## Elementos reales del contrato de seguro
Son aquellos elementos que, de no concluir, no permiten la existencia del contrato de seguro:
- el interés asegurable
- el riesgo asegurable
- la prima
- la obligación del asegurador a indemnizar

## Principios fundamentales del seguro
Los contratos de seguro se rigen por una serie de principios esenciales que garantizan su correcta aplicación y cumplimiento. Estos principios han sido desarrollados a lo largo del tiempo para proteger tanto a aseguradores como asegurados y asegurar el equilibrio del sistema asegurador.

#### Interés asegurable
El asegurado debe tener un interés legítimo en la conservación del bien o persona asegurada. Este principio evita que los seguros se utilicen con fines especulativos o de enriquecimiento injustificado. En la mayoría de las legislaciones, la ausencia de interés asegurable invalida el contrato de seguro.

#### Máxima buena fe (Uberrima fides)
Ambas partes del contrato (asegurado y asegurador) deben actuar con transparencia y veracidad. El asegurado debe proporcionar información precisa sobre el riesgo a asegurar, mientras que el asegurador debe informar claramente sobre los términos y condiciones del seguro.

#### Indemnización
El seguro no debe generar ganancias para el asegurado, sino compensar la pérdida sufrida. La indemnización se calcula con base en el valor del bien asegurado o el daño real sufrido, evitando el sobreseguro o enriquecimiento ilícito.

#### Contribución
Si un mismo bien o riesgo está asegurado con varias pólizas, las aseguradoras deben repartirse proporcionalmente la indemnización. Este principio impide que el asegurado cobre más de lo que realmente ha perdido.

#### Subrogación
Cuando una aseguradora paga una indemnización, adquiere el derecho de reclamar la cantidad pagada al tercero responsable del daño. Este principio evita que el asegurado reciba doble compensación y permite a la aseguradora recuperar parte de los costos.

### El interés asegurable
En general, el objeto inmediato del contrato es la obligación que por él se constituye, pero como ésta, a su vez, tiene por objeto una prestación de dar, hacer o no hacer, se llama ordinariamente objeto del contrato a las cosas o servicios que son materia, respectivamente, de las obligaciones de dar o de hacer.
La obligación principal del asegurador tiene por objeto o prestación la tutela del interés amenazado por el riesgo asegurado, mientras no se haya producido el siniestro, y esta obligación se convierte en la de indemnizar el daño causado, si el siniestro se produce. 
Por interés se entiende la relación lícita de valor económico sobre un bien. Cuando esta relación se halla amenazada por un riesgo, es un interés asegurable.
El interés asegurado tiene necesariamente un valor económico, que en unos seguros (los de cosas) se determina a posteriori mediante la correspondiente tasación pericial, y en otros (los de personas) se determina a priori, contractual o legalmente. No obstante, en aquellos seguros, al tiempo de formalizarse el contrato se fija unilateralmente por el asegurado la cantidad que él estima suficiente para reparar el daño en caso de siniestro, esta cantidad llamada suma asegurada, representa el valor aproximado del interés, sirve de base para calcular la prima (a mayor suma mayor prima) y de límite contractual a la futura prestación del asegurador. El ideal es que exista coincidencia entre el valor del interés y la suma asegurada, pero la discordancia siempre es posible, pues, como hemos dicho, esta última la fija libremente el asegurado y, deliberadamente o por error, puede fijarla en cantidad distinta del valor del interés.
En principio, se pueden asegurar todas las cosas corporales (coches, viviendas, negocios, etc.) e incorporales (perjuicios económicos, paralización de actividad, etcétera); además, se puede asegurar la vida y el patrimonio. Para que la cosa sea susceptible de ser asegurada, debe cumplir con los siguientes requisitos:
- Debe tratarse de una cosa corporal o incorporal.
- La cosa debe existir al tiempo del contrato, o al menos al tiempo en que empiecen a correr los riesgos o daños.
- La cosa debe ser tasable en dinero.
- La cosa debe ser objeto de una estipulación lícita.
- La cosa debe estar expuesta a perderse por el riesgo que corre el asegurado.

A contrario sensu, no se pueden asegurar:
- los riesgos especulativos (precepto básico: "La indemnización no constituye ganancia");
- los objetos del comercio ilícitos;
- las cosas en donde no existe un interés asegurable.

### El riesgo asegurable
La finalidad del seguro consiste en proporcionar seguridad económica contra el riesgo, esta finalidad se consigue no por la supresión del acontecimiento temido (fuego, muerte, enfermedad, etc.), sino por la certeza de tener una compensación económica cuando se produzca el evento dañoso temido.
Desde el punto de vista jurídico, el riesgo viene a ser un elemento esencial del contrato y consiste en un acontecimiento incierto en cuanto al hecho mismo o en cuanto al momento de su realización, o respecto a la cuantía del efecto. El riesgo, según expone Garrigues, es la posibilidad de que por azar ocurra un hecho que produzca una necesidad patrimonial. Esta necesidad patrimonial puede ser concreta, como ocurre en los seguros contra daños; o abstracta, como ocurre en los seguros de personas o, mejor dicho, en los seguros de sumas, especialmente en el seguro sobre la vida o en el seguro de decesos, donde se cubren los gastos y servicios relacionados con el fallecimiento del asegurado.
Sin riesgo, no puede existir seguro, porque al faltar la posibilidad de que se produzca el evento dañoso, ni podrá existir daño ni cabrá pensar en indemnización alguna. El riesgo presenta ciertas características que son las siguientes :
- Es incierto y aleatorio.
- Posible. Lo imposible no origina riesgo. Debe ser incierto, porque si necesariamente va a ocurrir, nadie asumiría la obligación de repararlo.
- Es concreto.
- Es lícito.
- Es fortuito.
- Es de contenido económico.

En el contrato de seguro, el asegurador no puede asumir el riesgo de una manera abstracta, sino que este deber ser debidamente individualizado, ya que no todos los riesgos son asegurables, es por ello que se deben limitarse e individualizarse, dentro de la relación contractual.

### La prima o precio de seguro
La prima es uno de los elementos indispensables del contrato de seguro. Es el precio del seguro o contraprestación, que establece una compañía de seguros calculada sobre la base de cálculos actuariales y estadísticos teniendo en cuenta la frecuencia y severidad en la ocurrencia de eventos similares, la historia misma de eventos ocurridos al cliente, y excluyendo los gastos internos o externos que tenga dicha aseguradora. 
Salvo pacto contrario, si no se ha pagado la prima antes de producirse el desastre o accidente, el asegurador se libera de la obligación contraída en el contrato. También, salvo pacto en contrario, es pagada en dinero; su pago es de carácter obligatorio para el tomador o contratante según las condiciones establecidas en la póliza de seguros.

### La obligación del asegurador a pagar la suma asegurada
Este elemento resulta trascendente porque representa la causa de la obligación que asume el tomador de pagar la prima correspondiente. Debido a que este se obliga a pagar la prima porque aspira que el asegurador asuma el riesgo y cumpla con pagar la indemnización en caso de que se produzca el siniestro.
Esta obligación depende de la realización del riesgo asegurado. Esto no es sino consecuencia del deber del asegurador de asumir el riesgo asegurable. Y si bien puede no producirse el siniestro, ello no significa la falta del elemento esencial del seguro que ahora nos ocupa, por cuanto este se configura con la asunción del riesgo que hace el asegurador al celebrar el contrato asegurativo, siendo exigible la prestación indemnizatoria sólo en caso de ocurrir el siniestro.

## Tipos de seguros
Los contratos de seguros pueden clasificarse de diferentes formas, una de ellas (la utilizada en la misma Ley de Contrato de Seguro de España), los divide en seguros contra daños y los seguros de personas. 
- Seguro contra daños: Regulados en el título II de la Ley 50/1980 de Contrato de Seguro. Este tipo de seguros persiguen la indemnización estricta del daño sufrido, el asegurador se limita a facilitar el valor que remplaza la pérdida sufrida por el asegurado. No se sabe la cantidad hasta que no ocurre el daño, por lo que, en el momento de celebración del contrato de seguro, no se fija una cuantía, sino bases y métodos para poder proceder al cálculo con posterioridad al acontecimiento del daño. Los contratos de seguro contra daños establecidos en la Ley de Contrato de Seguro son los siguientes: 
  - Seguro de defensa jurídica: Es aquel por el cual el asegurador se obliga a hacerse cargo de aquellos gastos en que pueda incurrir el asegurado por su intervención en un procedimiento administrativo, judicial o arbitral, así como a brindarle los servicios de asistencia jurídica (judicial y extrajudicial) derivados de la cobertura del seguro. En España se encuentra regulada en el art. 76 de la Ley 50/1980 de Contrato de Seguro, mientras que en otros países como Argentina no se encuentra expresamente regulado por la ley. Esta clase de seguros permite que el asegurado pueda protegerse de diversas contingencias diarias en las que pueda llegar a requerir asistencia técnica de procurador y abogado, debiendo la aseguradora solventar los gastos que la asistencia técnica requiera. Según la doctrina el interés del asegurado “es la integridad de su patrimonio frente a posibles gastos derivados de la defensa jurídica y el riesgo estará integrado por el conjunto de actuaciones que podrán afectar a ese patrimonio” . Es un contrato de seguro autónomo que debe diferenciarse de otros, como el caso de la defensa jurídica incluida en los seguros de responsabilidad civil. En ordenamientos como el de España permite la libre elección de procurador y abogado para la representación y defensa en cualquier clase de procedimiento, no actuando éstos últimos bajo instrucciones del asegurador. En esta línea se ha pronunciado la jurisprudencia e incluso se ha extendido la protección a la unidad familiar como asegurada en la defensa jurídica (STS 2173/2019 del 27/06/2019).
  - Seguro de transporte terrestre. Regulado en España por los artículos 54 y siguientes de la Ley de Contratos de Seguros, y en otros países como Colombia se encuentra en los artículos 1117 y siguientes del Código de Comercio, se entiende éste como aquel en que el asegurador se obliga, a cambio del cobro de una prima, a indemnizar los daños materiales que puedan surgir por el transporte de las mercancías porteadas, el medio que se utiliza u otros objetos asegurados. El contrato de seguro de transporte terreste es un contrato típico cuyos elementos son la consensualidad, la bilateralidad, la onerosidad, la aleatoriedad y la ejecución sucesiva. Pueden contratar este seguro no solamente el propietario de las mercancías o del vehículo que las transporta, sino todos aquellos que tengan responsabilidad en su conservación, tales como el comisionista o la agencia de transporte. Adicionalmente, puede contratarse por viaje o por un tiempo determinado. Normativamente se entiende que la cobertura del seguro comienza desde el momento en que se entrega la mercancía al porteador para su transporte (en el punto de partida del viaje asegurado), es decir que la responsabilidad del asegurador ahora inicia en el momento en que el transportador recibe o ha debido recibir las mercancías objeto del seguro, y terminar cuando se entregue la mercancía al destinatario en el punto de destino. Ahora bien, cuando se utilicen diversos medios para el transporte de la mercancía (terrestre, aéreo, marítimo o fluvial), y no se pueda determinar el momento exacto del siniestro, la ley establece que se deben aplicar las normas del seguro de transporte terrestre si el viaje por este medio constituye la parte más importante del mismo. Si por el contrario, el transporte terrestre es accesorio de otro medio de transporte, deberán aplicarse las normas del transporte predominante.  Respecto al riesgo asegurable, en este seguro se comprenden todos los riesgos inherentes al transporte. Sin embargo, es importante tener en cuenta que el asegurador no está obligado a responder si la mercancía sufre algún deterioro ocasionado por el simple transcurso del tiempo, ni por los riesgos expresamente excluidos al momento de contratar el seguro.
  - Seguros contra incendios. Artículo 45 de la Ley de Contrato de Seguro. En estos el asegurador se obliga a indemnizar al asegurado por los daños producidos por un incendio en el objeto asegurado. La misma Ley en su artículo 46 establece que la cobertura del seguro se extenderá a los objetos descritos en la póliza. Cuando los bienes asegurados sean objetos de arte, joyas y metales preciosos, títulos valores, dinero y documentos de cualquier clase se requiere una inclusión expresa para su cobertura. Se entiende cubierto bajo el seguro de incendio también aquellos daños ocasionados por consecuencias asociadas al fuego, como los daños derivados del calor, humo, vapor …
  - Seguro contra robos, lo encontramos en el artículo 50 de la Ley de Contrato de Seguro. En este tipo de seguros, el asegurador cubre los daños derivados de la sustracción ilegítima, por terceros, de las cosas aseguradas en el contrato. El apartado segundo del artículo 50 establece que “la cobertura comprende el daño causado por la comisión del delito en cualquiera de sus formas” . En este sentido, sentencias como la del Tribunal Supremo de 29 de abril de 2002 , ya se aclaró que en el caso del seguro de robo estamos ante un seguro que cubre también la figura del hurto.
  - Seguro de lucro cesante: Establecido en los artículos 63 y siguientes de la Ley 50/1980. En este contrato de seguro, el asegurador cubre la pérdida del rendimiento económico que se hubiese podido alcanzar en un acto o actividad de no haberse producido el siniestro descrito en el contrato. Se cubren las expectativas frustradas, pero cuando esta situación se haya producido como consecuencia de los acontecimientos determinados en el contrato. La Ley establece en su artículo 64, que en caso de que el asegurador contrate un seguro de lucro cesante con una aseguradora y otro seguro de daños con otra aseguradora, deberá comunicar a ambos aseguradores tal situación, para evitar que, por un mismo objeto, causa y temporalidad en la cobertura, se proceda al cobro de dos indemnizaciones produciendo un enriquecimiento injusto.
  - Caución: Artículo 68 de la Ley 50/1980. La aseguradora cubre los daños patrimoniales derivados del incumplimiento de una obligación por parte del deudor. Estamos ante un seguro donde intervienen tres personas, el asegurador, el tomador del seguro y posible incumplidor, que es el que contrata el seguro y el asegurado, que es la persona que tiene derecho a la indemnización . También se le conoce como un seguro de garantía, debido a que su finalidad es establecer una garantía de que se van a cumplir con las obligaciones.
  - Seguro de Crédito: Regulado en el artículo 69 de la Ley 50/1980. En este seguro el riesgo asegurado es la insolvencia, cuyos supuestos quedan fijados en el artículo 70 LCS. Por tanto, la aseguradora cubre los daños sufridos y derivados de la insolvencia definitiva de los deudores y que como consecuencia de esta se produce el impago de sus créditos. Bajo este seguro, la aseguradora indemnizaría al asegurado con un porcentaje, anteriormente establecido en la póliza, del importe del crédito impagado, más los gastos de recobro y otros daños expresamente pactados. Este porcentaje no puede ser nunca inferior al 50% de la pérdida final (art. 71).
  - Seguro de Responsabilidad civil: Regulado en el artículo 73 de la Ley de Contrato de Seguro. Seguro por el que el asegurador se obliga a cubrir el riesgo del nacimiento a cargo del asegurado de la obligación de indemnizar a un tercero por los daños y perjuicios causados, cuando el asegurado es civilmente responsable de estos, por un hecho previsto en el contrato.  Sentencias como la del Tribunal Supremo de 11 de noviembre de 2009 , entiende como tercero “la persona que ha sufrido los daños y perjuicios de que se deben responder y que quedan asegurados”.

Además de los contratos establecidos en la Ley de Contrato de Seguro, destacan contratos como el de seguro agrario, que es un seguro contra daños muy utilizado y habitual pero que no se encuentra desarrollado en la Ley 50/1980. 
Los Seguros Agrarios: Tal y como establecen BROSETA PONT, M. MARTÍNEZ SANZ, F. estos tipos de seguros han sido objeto de especial atención y de particular intervención estatal debido a su complejidad y a la importancia de los riesgos que soportan las actividades agrarias, forestales y pecuarias, teniendo en cuenta que estas se encuentran sometidas a riesgos de muy diversa naturaleza. Por ello, los encontramos regulados en la Ley 87/1978, de 28 de diciembre, de Seguros Agrarios Combinados, como también en el Real Decreto 2329/1974, de 14 de septiembre, que aprobó su reglamento. Cabe destacar que anualmente se aprueba un Plan de Seguros Agrarios Combinados, estableciéndose las subvenciones y ayudas que concede el estado para la conclusión de estos seguros.
En cuanto a sus características, debemos empezar estableciendo que se trata de un seguro combinado contra riesgos agrícolas múltiples, riesgos pecuarios por accidentes, enfermedad o epizootias del ganado, o riesgos de incendios forestales. La suscripción de este seguro es voluntaria excepto en los supuestos en que la ley establece lo contrario, y como ya se ha especificado con anterioridad, se encuentran fuertemente subvencionados por el Estado. En este tipo de seguros las pólizas pueden suscribirse individual o colectivamente, confiándose la cobertura de los riesgos a las Compañías aseguradoras privadas y Mutualidades que se encuentran agrupadas en la entidad Agroseguro, estando bajo la supervisión de la Dirección General de Seguros y Fondos de Pensiones y de ENESA. Por último, estos tipos de seguros se llevan a cabo según producciones, zonas y riesgos, a través de los distintos planes anuales de seguros agrarios combinados aprobados por el Gobierno.
Cabe destacar también que se crea la Entidad Estatal de Seguros Agrarios como organismo con personalidad jurídica propia y que tiene como funciones principales la coordinación de toda actividad aseguradora agraria, la elaboración del plan anual, como también la realización de estudios, asesoramiento, información y mediación.
Dentro de los Seguros Agrarios podemos encontrar por ejemplo el seguro nacional de cereales, los seguros combinados de pedrisco y heladas, y los seguros forestales (obligatoria la afiliación a los mismos por todos los propietarios de terrenos forestales, regulados por la Ley 81/1968, de 5 de diciembre, y por su Reglamento aprobado por Decreto 3769/1972, de 23 de diciembre)  .
- Seguros de personas. La Ley de Contrato de seguro regula los contratos de seguros de personas en el título III. El artículo 80 nos informa que los seguros sobre personas cubren los riesgos que pueden afectar a la existencia, integridad o salud del asegurado. A diferencia de los seguros de daños, en este caso no se suele resarcir el daño sufrido por el asegurado, sino que tienden a tener una finalidad de previsión y ahorro. En este tipo de seguros la cifra de la indemnización está previamente pactada en el contrato de seguro . Los seguros de personas más comunes y que se encuentran regulados en la Ley de Contrato de Seguro, son los siguientes: 
  - Seguro de vida: Estamos ante el seguro que cuenta con mayor desarrollo legislativo en la Ley 50/1980. Regulado en los artículos 83 a 99. Mediante este seguro el asegurador se obliga a satisfacer al beneficiario, un capital, renta u otras prestaciones convenidas, en el caso de muerte o bien de supervivencia del asegurado, o de ambos conjuntamente (art. 83). El seguro de vida puede ser sobre la vida del tomador o sobre la vida de un tercero, aunque en el caso de este último se requiere de su consentimiento. El tomador del seguro puede designar a un beneficiario y si no se estipula un beneficiario el capital derivado del seguro se incluirá en el patrimonio del tomador del seguro.
  - Seguro de accidentes: Artículo 100 LCS: La aseguradora se obliga a cubrir las lesiones corporales que derivan de una causa violenta súbita, externa y ajena a la intencionalidad del asegurado, que produzca invalidez temporal o permanente o muerte. Este seguro tiene la consideración de híbrido en cuanto es un seguro de personas, debido a que el riesgo es la protección de la integridad física de la persona, pero este puede actuar como seguro de daños cuando el seguro cubre los gastos de hospitalización, rehabilitación, traslado …
  - De enfermedad y asistencia sanitaria: Los encontramos en los artículos 105 y 106 de la LCS. El riesgo en este tipo de contratos es que el asegurado contraiga enfermedades. Por lo que en virtud de este seguro la aseguradora cubriría los gastos de asistencia médica y farmacéutica, cuando nos encontramos ante un seguro de enfermedad, o bien en el caso del seguro de asistencia sanitaria la aseguradora asume la prestación directa de servicios médicos y quirúrgicos del asegurado.
  - Seguro de Dependencia: Establecido en el artículo 106 ter LSC. El asegurador se obliga al cumplimiento de la prestación establecida en el contrato, cuando se produzca una situación de dependencia, con la finalidad de atender, total o parcialmente y directa o indirectamente las consecuencias negativas que deriven para el asegurado cuando se halle en tal situación. La misma Ley nos remite a la normativa de promoción de la autonomía personal y atención a las personas en situación de dependencia para observar en que situaciones nos hallamos ante un caso de dependencia. En este caso el riesgo sería la falta de autonomía, la pérdida de independencia . Cuando estamos frente a casos de dependencia, el modelo español es mixto, en el sentido de que el sector público garantiza unas coberturas básicas y el sector privado, como es el caso de este seguro, puede complementar y mejorar las prestaciones que ofrece el sector público.
  - Seguro de decesos: Regulado en el artículo 106 bis LCS. En este caso la aseguradora se obliga a prestar los servicios funerarios pactados en el contrato de seguro, en caso de que se produzca el fallecimiento del asegurado. Cuando se pacte una cuantía en la póliza, y los gastos del servicio prestado sean inferiores a esta, la diferencia corresponderá al tomador del seguro y en caso de defunción de este, a sus herederos.

### Seguros obligatorios
La ley suele establecer determinados seguros con carácter obligatorio. Ejemplos de seguros obligatorios por ley son los siguientes:
- Seguro obligatorio de vehículos, que es un seguro básico del ramo más amplio del seguro del automóvil. Es de obligatoria suscripción gracias al Real Decreto Legislativo 8/2004, de 29 de octubre;
- Seguro de responsabilidad civil para perros. En Septiembre de 2023, en España, se estableció como obligatoria la contratación de un seguro de responsabilidad civil por parte de los dueños de perros, ya sean estos de razas potencialmente peligrosas o no, a través de la Ley 07/2023 sobre la protección de derechos y bienestar de los animales.[3]
- Seguros deportivos: Cubren las actividades deportivas, entrenamientos y competencias, desarrolladas bajo la supervisión y/o autorización de la institución por la cual fue contratada la cobertura y durante la vigencia señalada en la póliza; 
  - Seguro de caza: La mínima cobertura que puede conseguir es la póliza de responsabilidad civil del cazador que cubre los daños involuntarios que pudiese ocasionarle a otros durante la actividad de la caza.
  - Seguro de buceo: La mayoría incluyen rehabilitación, asistencia quirúrgica, medicación, gastos así como los de prótesis o similares. Algunas pólizas establecen una profundidad máxima a la que puede descender el asegurado.
  - Seguro de bicicleta: seguro deportivo no obligatorio; seguro de responsabilidad civil; para obtenerlo, es necesario afiliarse a la entidad y registrar la bicicleta;
  - Seguro de esquí: seguro deportivo no obligatorio; mínimo seguro de responsabilidad civil;
  - Seguros de quad: un quad necesita contar con un seguro de responsabilidad civil obligatoria para circular;
- Seguro de daños materiales o de caución: los poderes públicos entienden que la peligrosidad de ciertas actividades es suficiente para obligar a quien las efectúa a contratar un seguro que proteja a terceras personas de los daños que se puedan causar.[4]

Otros contratos pueden venir obligados por un contrato anterior. Es muy habitual en una hipoteca tener que asegurar el bien hipotecado a favor del acreedor.[cita requerida]

### Seguros poco comunes
Algunos ejemplos menos frecuentes son:
- Asegurar una parte del cuerpo humano: las piernas, el pecho, la nariz, etcétera.
- Asegurar un sorteo. Si sale premiado, lo paga la aseguradora; si no sale, la aseguradora ha ganado.
- Seguro de vehículos de duración un día. Por ejemplo, vehículos antiguos que se conducen uno o pocos días al año.
- Seguro de título inmobiliario. También llamado seguro de título, es un tipo de seguro creado en los Estados Unidos para proteger toda clase de compraventa inmobiliaria o gravamen sobre inmueble. Según Carlos Odriozola, autor del primer libro escrito sobre el tema en castellano, El seguro de título inmobiliario, el seguro de título es un convenio de indemnización, pues colateralmente a una operación principal, que puede ser la compraventa o la hipoteca, la aseguradora se obliga a indemnizar al asegurado en el caso de que este tuviera alguna pérdida causada por acciones incoadas por un tercero.[cita requerida]

## Cláusulas especiales del contrato de seguro
La distinción entre las cláusulas delimitadoras y las cláusulas limitativas ha estado muy discutida tanto por la doctrina como por la jurisprudencia.
Las cláusulas delimitadoras: Tienen por objeto delimitar y/o precisar el contenido y alcance del contrato, precisamente son las utilizadas para determinan el objeto del contrato, esto es, el riesgo. Por lo tanto, delimitan los propios riesgos del asegurado, y en consecuencia no son ni lesivas ni limitativas. Además, de acuerdo con el artículo 3 LCS  como requisitos de forma, se tienen que destacar de manera especial y deben ser específicamente aceptadas por escrito.
Las cláusulas limitativas: Restringen, modifican o simplemente condicionan el derecho del asegurado a la indemnización o a la prestación garantizada en el contrato de seguro, al haberse producido efectivamente el riesgo asegurado. El artículo 3 LCS exige que las mismas deban ser redactadas de manera clara, precisa y asimismo, su validez está sujeta a la aceptación por escrito del asegurado.  
Las cláusulas lesivas: Son aquellas que reducen considerablemente y de manera desproporcionada el derecho del asegurado, vaciándolo de contenido, de manera que es prácticamente imposible acceder a la cobertura del siniestro. En definitiva, impiden la eficacia de la póliza. Conforme el artículo 3 LSC las cláusulas lesivas son nulas de pleno derecho y no pueden ser válidas, aun cuando sean expresamente aceptadas por el asegurado.
Por último, desde el punto de vista del derecho español, podríamos considerar lesivas aquellas cláusula del contrato de seguro que se pudieran llevar a colación con el concepto de cláusulas abusivas establecido en el artículo 82 del Real decreto legislativo 1/2007, de 16 de noviembre, por el cual se aprueba el texto refundido de la Ley General para la Defensa de los Consumidores y Usuarios y otras leyes complementarias.

## Agente de seguros
El agente de seguros es el intermediario entre la compañía y el cliente, y para poder intermediar deberá contar con una autorización tanto de la compañía que representa como de un órgano gubernamental que lo vigila. Está autorizado para verificar que el riesgo existe y que está en condiciones de ser asegurado. 
También nos podemos encontrar con el corredor de seguros, un tipo de agente que no está vinculado en exclusiva a ninguna compañía de seguros, y comercializa contratos de seguro a sus clientes con el fin de obtener una comisión por esta venta.

## Sobreseguro e infraseguro
El riesgo asegurado no puede ser notablemente superior o inferior al del valor real de la cosa o interés asegurado (suma asegurada), de forma que es esencial una prudente valoración del objeto asegurado. En el primer caso (sobreseguro) producido el siniestro, la aseguradora sólo indemnizará el daño hasta el valor real de la cosa, aunque el asegurado fuera mayor. En el caso de infraseguro, la compañía indemnizará en la misma proporción en la que cubría el interés asegurado: si la cosa valía 1000 € y se aseguró en 500, causándose un daño de 500, indemnizará la mitad del mismo: 250 €. Se aplica en estos casos, la cláusula denominada "Proporción Indemnizable". Esta cláusula se aplica para todo tipo de seguros, a excepción de aquellos denominados como seguros a primer riesgo.
No ocurre así cuando se trata de un seguro de vida, ya que en este tipo de contratos una persona puede ser asegurada con más de un seguro de vida, de una o varias compañías, pero es recomendable cuando se contrata el segundo seguro de vida, informar en la declaración de la solicitud, sobre el cúmulo de los capitales que tiene contratados en la primera póliza y así sucesivamente. Por lo tanto si un asegurado tiene un seguro de vida contratado, compra una vivienda y contrata un nuevo seguro de vida para cubrir el valor de la hipoteca, en caso se fallecimiento, los beneficiarios designados en las pólizas cobrarán de ambos seguros. Únicamente, en el caso de que exista una cláusula de cesión de derechos a favor de la entidad financiera, la compañía solicitará al banco que le informe del capital pendiente de la hipoteca, para pagar primero al banco y una vez cancelada la deuda, si existe un sobrante, se liquidará a los beneficiarios designados en póliza.

## Regulación por país

### Argentina
En Argentina, el contrato de seguro se encuentra regulado por la Ley de Seguro Nº 17.418, sancionada el 30 de agosto de 1967 y las resoluciones dictadas por la Superintendencia de Seguros de la Nación.
En adición, al encuadrarse como una relación de consumo, la póliza también es alcanzada por la normativa de protección y defensa del consumidor (Ley 24.240) y por el Código Civil y Comercial de la Nación (CCyC) en lo referente a los contratos de adhesión, cláusulas generales de contratación y relación de consumo.
Del plexo normativo se desprende que las cláusulas generales deben ser redactadas de manera clara, comprensible y completas. Asimismo, si bien no se diferencia entre cláusulas delimitadoras, cláusulas limitativas y cláusulas lesivas, el art. 988 del CCyC establece que en los contratos de adhesión se tendrán por no escritas las cláusulas consideradas “abusivas”, es decir, aquellas que desnaturalizan las obligaciones del predisponente, las que importan renuncia o restricción a los derechos del adherente, las que amplían derechos del predisponente y/o las que, por su contenido, redacción o presentación, no son razonablemente previsibles. En otras palabras, toda aquella que tenga por objeto o por efecto provocar un desequilibrio significativo entre los derechos y las obligaciones de las partes, en perjuicio del consumidor (art. 1119 CCyC).
Este control de cláusulas no se limita únicamente al contenido contractual, sino también a la incorporación de las mismas. Por esta razón, podrá ser declarada abusiva una cláusula aun cuando hubiera sido negociada individualmente y el tomador la apruebe expresamente, en cuanto, además de ser un contrato de adhesión también es un contrato de consumo.
Por otra parte, es importante resaltar que la aprobación y control previo administrativo de las cláusulas generales por parte de la Superintendencia de Seguros de la Nación no obsta la posibilidad de efectuar un control judicial posterior y resolver sobre la nulidad de una cláusula específica (art. 989 CCyC).

### Bolivia
En Bolivia el contrato de seguros está regulado en el Código de Comercio Boliviano (CC). Aunque no comprende una ordenación específica para las cláusulas limitativas ni las limitadoras, el art. 1013, relativo a las discrepancias en la póliza, señala que si el tomador o asegurado encuentran que la póliza no concuerda con lo convenido o con lo propuesto, pueden pedir la rectificación correspondiente por escrito, dentro de los quince días siguientes a la recepción de la póliza. Si no lo hiciera así, se consideran aceptadas las estipulaciones expirado dicho plazo. Por el contrario, si el asegurador de no da curso a la rectificación solicitada o mantiene silencio, se entiende aceptada en los términos de la modificación.
El art. 1023 establece que el contrato de seguro, a excepción del de vida, puede ser resuelto por voluntad unilateral de cualquiera de las partes contratantes, siempre que ello se estipule en la póliza. Si es el asegurador el que ejerce dicha facultad deberá notificar por escrito su decisión al asegurado en su domicilio y con una antelación no menor de quince días, mientras que si es el asegurado quien ejerza la facultad de resolver, ésta producirá sus efectos desde su notificación escrita al asegurador.

### Colombia
En Colombia, la actividad aseguradora es de interés público, por ello, debe ser regulada y autorizada por el Estado mediante la Superintendencia Financiera, adscrito al Ministerio de Hacienda, el cual ejerce funciones de inspección, vigilancia y control.
Esta actividad se encuentra consagrada en el Título V del Código de Comercio (decreto 410 de 1970) como marco normativo principal. Sin embargo, desde la expedición del mencionado decreto, se han promulgado leyes, decretos y jurisprudencias que complementan la regulación de la actividad aseguradora. De manera especial encontramos su regulación en materia de salud en la Ley 100 de 1993, y el Decreto 2150 de 1998; el seguro por daños lo encontramos regulado en la Ley 675 de 2001 y en el Código de Comercio y el de vehículos se encuentra regulado en el Decreto 1507 y en el 172 de 2001
En cuanto al Contrato de Seguro, según el artículo 1045 del Código de Comercio, debe contener, como elementos esenciales: el interés asegurable, el riesgo asegurable, valor de la prima, obligación condicional del asegurador. En el caso de faltar cualquiera de los anteriores elementos, el contrato de seguro no producirá ningún efecto.
Además, debe ser escrito (Póliza de seguro) o por confesión.  Esta Póliza deberá contener 1) La solicitud, mediante el cual el asegurado le indica a la aseguradora su interés de contratar el seguro y donde deberá determinar claramente el estado del riesgo; 2) una carátula o portada; 3) las Condiciones Particulares, que se definen para cada caso concreto; 4) Las Condiciones Generales, y 5) Los anexos que indiquen la póliza a la cual se accede.
Es común que en los contratos de seguros las partes dominantes añadan cláusulas que atenten lesivamente contra los adherentes. En Colombia, se ha definido los tipos de cláusulas que surgen del abuso de la posición dominante como “Cláusulas Abusivas”. Las normas de protección al consumidor (Ley 1480 de 2011) y la Ley de protección al consumidor de servicios del sector financiero (Ley 1328 de 2009) prohíben expresamente cualquier tipo de cláusula lesiva, o en su término, cláusula abusiva y tienen el mismo efecto de las cláusulas lesivas, invalidad los derechos del consumidor que es parte del contrato de seguro y resultan inválidas de pleno derecho.
Para analizar este tipo de cláusulas y establecer porqué son lesivas o abusivas, la Corte Suprema de Justicia en Sentencia SC129-2018, de 12 de febrero de 2018, señaló que se deben determinar los siguientes aspectos:“1. Sea impuesta en un contrato de adhesión (lo que conlleva a que las cláusulas del contrato no son discutidas); 2) genera la imposición de una carga exagerada para el tomador y asegurado ; y, iii) evidencia un desequilibrio contractual, en la medida en que varios de los fines para los cuales adquirió el seguro terminan siendo frustrados, a raíz de una cláusula de exclusión que ab initio desvirtúa ese propósito.”.

### Chile
La regulación básica del Contrato de Seguro en Chile figura en el Título VIII del Libro II del Código de Comercio. Entre las normas de protección al asegurado y beneficiario, el art. 542 señala que las disposiciones que rigen al contrato de seguro tienen carácter imperativo, salvo disposición en contrario. No obstante, se entenderán válidas las estipulaciones contractuales que sean más beneficiosas para el asegurado o el beneficiario.
Por otro lado, el art. 538 faculta al contratante o asegurado a retractarse de un contrato de seguro celebrado a distancia, dentro del plazo de diez días, contado desde que reciba la póliza, sin expresión de causa ni cargo alguno, teniendo el derecho a la devolución de la prima que hubiere pagado.

### Ecuador
En Ecuador, el artículo 25 de la Codificación de la Ley General de Seguros estipula que la Superintendencia de Compañías, Valores y Seguros determinará las cláusulas que obligatoriamente contendrán las pólizas, así como las cláusulas prohibidas, las cuales carecerán de efectos y se tendrán por no escritas en caso de existir. Las pólizas de seguro, entre otras condiciones, deben: i) responder a normas de igualdad y equidad entre las partes contratantes; ii) incluir una cláusula en la que conste la opción de las partes de someter a decisión arbitral o mediación las diferencias que se originen en el contrato o póliza de seguros; y iii) encontrarse redactadas con caracteres tipográficos fácilmente legibles. Además, cuando las condiciones generales de las pólizas o de sus cláusulas especiales difieran de las normas establecidas en la legislación sobre el contrato de seguros, prevalecerán estas últimas sobre aquellas.

### España
En España el contrato de seguro se encuentra regulado por la Ley 50/1980, de 8 de octubre, de Contrato de Seguro (LCS).
El art. 2 de la Ley de Contrato de Seguro establece que las distintas modalidades del contrato de seguro se regirán por dicha LCS, salvo que les sea aplicable otro ordenamiento. Sus preceptos tienen carácter imperativo, por lo que otorgan derechos irrenunciables al asegurado, a no ser que en ellos se disponga otra cosa. No obstante, se entenderán válidas las cláusulas contractuales que sean más beneficiosas para el asegurado. 
Como excepción a lo señalado en el art. 2 del LCS, su art. 44 estipula que el asegurador no cubre los daños por hechos derivados de conflictos armados ni aquellos que dimanen de riesgos extraordinarios sobre las personas y los bienes, salvo pacto en contrario. Igualmente, ese mismo art. 44 estipula que no será de aplicación a los contratos de seguros por grandes riesgos, tal como se delimitan en esta Ley, el mandato contenido en el artículo 2 de la misma.
Tal como señalan DÍEZ-PICAZO, L. y GULLÓN BALLESTEROS, A. (1990), el contrato de seguro es del tipo de adhesión, puesto que la aseguradora realiza una contratación en masa, estableciendo un contenido prefijado para la formalización de todos los contratos de un determinado tipo. De esta forma, el asegurado no negocia las cláusulas, sino que tan solo puede aceptarlas o rechazarlas.
El artículo 3 de la LCS establece que «las condiciones generales, que en ningún caso podrán tener carácter lesivo para los asegurados, habrán de incluirse por el asegurador en la proposición de seguro si la hubiere y necesariamente en la póliza de contrato o en un documento complementario, que se suscribirá por el asegurado y al que se entregará copia del mismo. Las condiciones generales y particulares se redactarán de forma clara y precisa».
El Tribunal Supremo español ha fijado que una cláusula lesiva o cláusula abusiva, es aquella “que reduce considerablemente y de manera desproporcionada el derecho del asegurado, vaciándolo de contenido, de manera que es prácticamente imposible acceder a la cobertura del siniestro”. En definitiva, aquellas cláusulas que impiden la eficacia de la póliza.
Las cláusulas lesivas están prohibidas y son siempre nulas, por lo que si figuran en el contrato se tendrán por no puestas. A diferencia de las anteriores, las cláusulas limitativas son válidas, incluso aunque puedan no ser favorables al asegurado, siempre que el mismo haya prestado su consentimiento. La jurisprudencia del Tribunal Supremo ha establecido que las cláusulas limitativas son aquellas que “condicionan o modifican el derecho del asegurado a la indemnización o a la prestación garantizada en el contrato, una vez que el riesgo objeto del seguro se ha producido”. Es decir, que frecuentemente se incluyen en el contrato para condicionar o modificar los derechos del asegurado ante su eventual derecho a percibir una indemnización. 
Por otro lado, las cláusulas delimitadoras, (arts. 3 y 8.3 LCS) persiguen determinar o fijar los límites del riesgo asegurado (temporal, espacial o cuantitativamente), describiendo las garantías y coberturas otorgadas en el contrato. Aunque no suponen la limitación de los derechos del asegurado o perjudicado, sí pueden ser utilizadas por la compañía aseguradora para negar o reducir la indemnización. El Tribunal Supremo español ha señalado que estas cláusulas delimitadoras “concretan el objeto del contrato y fijan los riesgos que, en caso de producirse, hacen surgir en el asegurado el derecho a la prestación por constituir el objeto del seguro”. Es decir, una cláusula de este tipo tiene por fundamento concretar la naturaleza del riesgo e individualizarlo, al objeto de eliminar ambigüedades. Las cláusulas delimitadoras cualificadas (arts. 8.3 y 22.4 LCS) son aquellas que describen las “exclusiones y limitaciones” de cobertura, así como las que establecen “las condiciones y plazos de la oposición a la prórroga de cada parte o su inoponibilidad” y siempre que no limiten materialmente los derechos de los asegurados, ya que en este caso pasan a ser cláusulas limitativas.
Al objeto de cumplir con los debidos criterios de transparencia, el Tribunal Supremo ha fijado la exigencia de que, tanto las cláusulas limitativas como las delimitadoras, cuenten con una redacción clara, concisa, coherente y lógica, para que no puedan llevar a error alguno con su contenido y para la correcta protección jurídica del tomador, la parte débil del contrato. Además, se exige que las cláusulas delimitadoras del riesgo cubierto respeten el principio de congruencia con el propio objeto del seguro.
La legislación obliga a que la relación entre las aseguradoras y sus asegurados sea transparente, desterrando la letra pequeña[cita requerida]. Por ello, tanto la prohibición de las cláusulas lesivas como la regulación de las cláusulas limitativas y las cláusulas delimitadoras suponen una protección para los asegurados. Para evitar los abusos y proteger sus derechos, se exige que en su redacción, las cláusulas limitativas y las cláusulas delimitadoras cualificadas estén especialmente resaltadas. Para ello, deberán figurar en la póliza en negrita o en un color o tipo de letra diferente a la del resto de cláusulas o, incluso, para su correcta notoriedad, estar separadas físicamente del resto del clausulado. Además, las cláusulas limitativas deberán ser firmadas expresamente por el asegurado, para que quede constancia de su reconocimiento y aceptación (lo que suele denominarse “segunda firma”). El asegurado deberá recibir una copia de todas las cláusulas que configuran el contrato.
El artículo 3 de la LCS estipula también que “las condiciones generales del contrato estarán sometidas a la vigilancia de la Administración Pública en los términos previstos por la Ley”. En el supuesto de que el Tribunal Supremo declare la nulidad de alguna de las cláusulas de las condiciones generales de un contrato, la Administración Pública competente obligará a los aseguradores a modificar las cláusulas idénticas contenidas en sus pólizas.
La Propuesta de redacción del Código Mercantil español, realizada por la Comisión General de Codificación y publicada en 2013, establece en el artículo 591-3 que “la póliza del contrato de seguro deberá contener únicamente las condiciones generales, especiales o particulares que sean aplicables al contrato de seguro que suscriba el tomador del seguro” y también que “las cláusulas que sean calificadas como abusivas por la Ley o los jueces o tribunales serán nulas, sin perjuicio de la eficacia del resto de las condiciones válidas del contrato”. Tal señala Tapia, A. (2017), esta redacción más sencilla elimina la actual distinción entre las cláusulas delimitadoras del riesgo y las cláusulas limitativas de los derechos del asegurado, que ha supuesto frecuentes problemas de interpretación, además de añadir la nulidad automática de las cláusulas tildadas por el juez o tribunal de abusivas. La jurisprudencia ha reiterado que actualmente las fronteras entre las cláusulas limitativas y las delimitadoras no son claras, e incluso hay supuestos en que las cláusulas que delimitan el riesgo se asimilan sorprendentemente a las limitativas de los derechos del asegurado.

### Perú
En Perú, el art. 39 de la Ley del Contrato de Seguro (Ley n.º 29946) define que se entienden por cláusulas abusivas “todas aquellas estipulaciones no negociadas que, aun cuando no hayan sido observadas por la Superintendencia, causen en contra de las exigencias de la máxima buena fe, en perjuicio del asegurado, un desequilibrio importante de los derechos y obligaciones de las partes que se deriven del contrato”. Se considera que una cláusula no se ha negociado cuando ha sido redactada previamente y el contratante no ha influido en su contenido.
Según ese mismo artículo 39, el carácter abusivo de una cláusula subsiste aun cuando el contratante y/o asegurado la haya aprobado específicamente por escrito. En cualquier caso, las cláusulas abusivas son nulas de pleno derecho por lo que se las tiene por no convenidas.
En el art. 40 se encuentran las estipulaciones prohibidas para las compañías aseguradoras y que son nulas de pleno derecho en caso de figurar en una póliza. Entre estas estipulaciones se encuentran las siguientes: i) renuncia de los asegurados y/o beneficiarios a la jurisdicción y/o a las leyes que los favorezcan; ii) la fijación de plazos de prescripción que no se adecúen a la normatividad vigente; y iii) cláusulas que prohíban o restrinjan el derecho del asegurado a someter la controversia a la vía judicial.
En el art. 41 se indican las prácticas abusivas y el derecho de arrepentimiento. Por ejemplo, suponen prácticas prohibidas de comercialización i) el imponer directa o indirectamente la celebración de un contrato de seguro, salvo los seguros obligatorios; o ii) predeterminar el nombre de empresas de seguro a través de contratos conexos, de manera tal que se limite la libertad de elección del potencial asegurado.
Ese artículo 41 también establece el derecho de arrepentimiento, que posee el tomador del seguro cuando la oferta de seguros se efectúe fuera de los locales comerciales de las empresas de seguros, o de quienes se encuentren autorizados a operar como corredores, o cuando la oferta sea realizada a través de promotores de venta. En estos casos, el tomador podrá resolver el contrato de seguro, sin expresión de causa, dentro de los quince días siguientes a la fecha en que el tomador recibe la póliza o una nota de cobertura provisional.